# Yeedzin FC
El Yeedzin Football Club es un equipo de fútbol de la A-Division, principal liga de fútbol de Bután. Su sede está en la capital, Timbu, y fue fundado en el 2002.

## Historia
Este equipo empezó en la B-Division, pero en solo 1 año obtuvo el ascenso a la máxima categoría como subcampeón. En su primera temporada en la A-Division ocupó la parte intermedia de la tabla y también inscribió un equipo en la C-Division del país para promover jugadores jóvenes para que algún día integren al equipo A.
A nivel internacional ha participado en 4 torneos continentales, donde nunca ha podido superar la fase de grupos.

## Trayectoria
- A-Division:3

2002 - 2.º de la B-Division, promovido a la A-Division
2004 – 3.º en la A-Division
2005 – 2.º en la A-Division
2006 – 2.º en la A-Division y ganó el campeonato de invierno
2007 – 3.º en la A-Division
2008 – Campeones en la A-Division y de la Copa de Clubes de Bután
2009 – 2.º en la A-Division
2010 – Campeones en la A-Division
2011 – Campeones en la A-Division
2012 – 3.º en la A-Division
2013 – Campeones en la A-Division

## Participaciones en las Competencias de la AFC
| Temporada | Torneo                    | Ronda          | Club                 | Resultado |
| --------- | ------------------------- | -------------- | -------------------- | --------- |
| 2009      | Copa Presidente de la AFC | Fase de grupos | Dordoi Dynamo-Naryn  | 0-7       |
| 2009      | Copa Presidente de la AFC | Fase de grupos | Kanbawza FC          | 2-4       |
| 2009      | Copa Presidente de la AFC | Fase de grupos | Phnom Penh Crown     | 1-3       |
| 2011      | Copa Presidente de la AFC | Fase de grupos | Istiqlol             | 0-8       |
| 2011      | Copa Presidente de la AFC | Fase de grupos | Yadanabon FC         | 0-6       |
| 2011      | Copa Presidente de la AFC | Fase de grupos | Jabal Al Mukaber     | 0-7       |
| 2012      | Copa Presidente de la AFC | Fase de grupos | Dordoi Dynamo-Naryn  | 2-11      |
| 2012      | Copa Presidente de la AFC | Fase de grupos | Phnom Penh Crown     | 0-8       |
| 2012      | Copa Presidente de la AFC | Fase de grupos | Mahendra Police Club | 0-4       |
| 2013      | Copa Presidente de la AFC | Fase de grupos | FC Dordoi Bishkek    | 0-9       |
| 2013      | Copa Presidente de la AFC | Fase de grupos | KRL FC               | 0-8       |
| 2013      | Copa Presidente de la AFC | Fase de grupos | Global               | 0-5       |